# Sampo
För andra betydelser, se Sampo (olika betydelser).

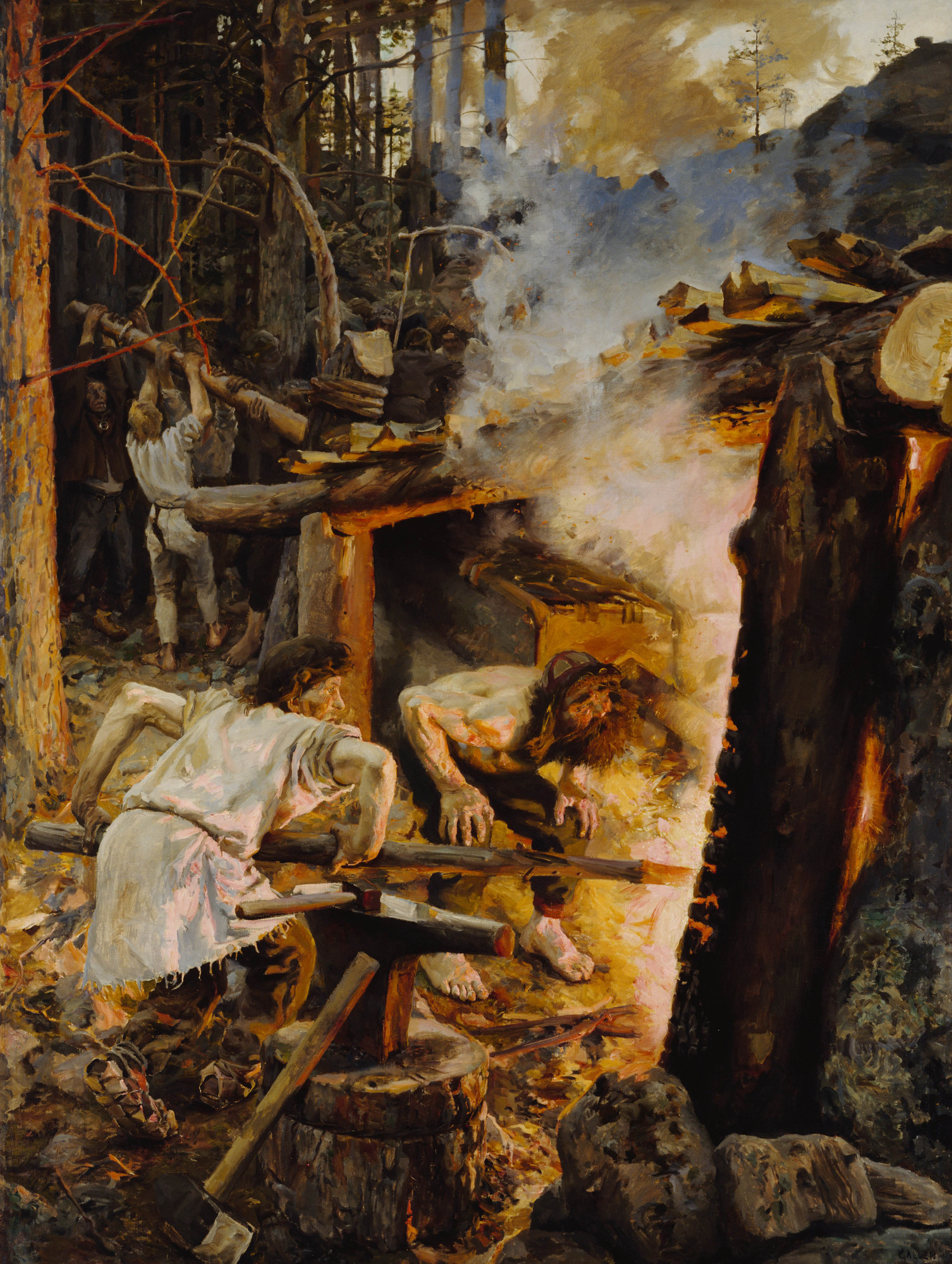
Sampo blir till.

Sampo är i finsk mytologi (se Kalevala) ett slags magisk artefakt, smidd av Ilmarinen, men exakt vad det var vet man inte. Sampo har tolkats på många sätt: en världspelare eller ett världsträd, en kompass eller ett astrolabium, ett bysantinskt mynt, en dekorerad Vendel-sköld, en kristen relik osv. I Kalevala, tolkade Lönnrot det som en kvarn som producerade mjöl, salt och guld utan råvaror. Världspelarhypotesen, som ursprungligen utvecklades av religionshistoriker Uno Harva och lingvist Eemil Nestor Setälä i början av 1900-talet, är den mest accepterade.
I den utvidgade andra versionen av dikten smids Sampo av Ilmarinen, en legendarisk smed, som en uppgift som bestämts av Pohjolas härskarinna, häxdrottningen Louhi, i utbyte mot hennes dotters hand. Senare stjäl Louhi Sampo men Väinämöinen och Ilmarinen beslutade att ta sig in i hemlighet och hämta det. På båtfärden mot norr plockar de även upp Lemminkäinen. När Louhi upptäcker att Sampo är borta följer hon efter hjältarna och det under striden till sjöss sjunker den ner i havet tillsammans med Väinämöinens kantele.

## Bildgalleri

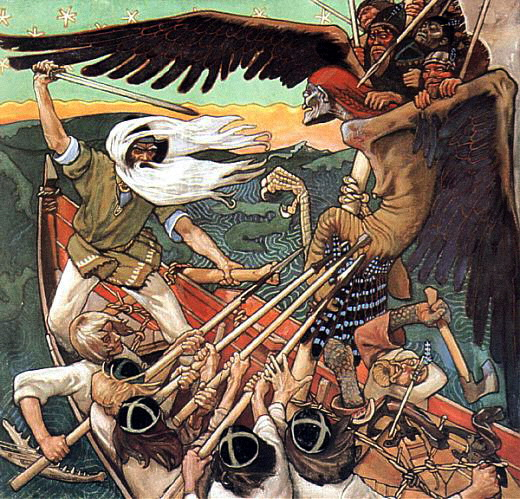
Gallen-Kallela: Försvaret av Sampo.